# Rachel Verdon
 (décembre 2017).
Rachel Verdon (née le 13 septembre 1952 à Montréal) est une animatrice, conceptrice et réalisatrice québécoise à la radio et télévision. Elle est la deuxième fille de Mario Verdon et Paule Valentine (nom de scène Valin).

## Biographie
Rachel Verdon est formée au Conservatoire d'art dramatique de Montréal. En 1974, elle fait son entrée à la Société Radio Canada (SRC) comme annonceure. De 1976 à 1982, elle est animatrice de l’émission Femme d’aujourd’hui qui soutient et encourage le mouvement féministe et la Décennie des Nations unies pour les femmes (1976-1985).
En 1982, elle devient journaliste aux affaires publiques à la SRC, à Première Page à la télé et au Montréal-Express au côté de Michel Desautels. Cette même année, elle co-anime avec Jean-Pierre Ferland l'émission Station Soleil à Télé-Québec.
En 1989 à 1997, Rachel Verdon réalise à la télévision Génies en herbe et Les Grandes Gueules, aux émissions jeunesses de la SRC. Elle signe des épisodes de La Maison de Wimzie pour Cinar, D’églises en cathédrales pour Évasion et la biographie du lutteur Édouard Carpentier pour Canal D.
À TVA, en 1991-1992, elle anime Si j’avais su, une émission sur les aléas juridiques.
À Radio-Canada, elle signe avec Serge Bouchard Une épinette noire nommée Diesel qui souligne les 40 ans de l’inauguration officielle de la route transcanadienne, l’équipée raconte la route moderne et historique à une petite épinette noire. Elle réalise également l'émission De remarquables oubliés qui fait le portrait radio-cinématographique de plus de 80 personnages oubliés de l'histoire de l'Amérique française.
Comme documentariste, elle co-signe en 2001 avec le cinéaste Robert Favreau, Pied-de-biche, un documentaire sur la violence des femmes.
Depuis 2003, elle co-dirige avec le cinéaste Robert Favreau des ateliers de jeu devant la caméra : Jeu et Gym.

## Œuvres
- Documentaires biographiques: Little Beaver, Édouard Carpentier, production Canal D
- Pied-de-biche, un documentaire sur la violence des femmes co-réalisé avec le cinéaste Robert Favreau, production Lyla films, 2001
- Une épinette noire nommée Diesel, 2003, SRC Première
- De remarquables oubliés, série radiophonique, SRC Première
- De remarquables oubliés, coll. « Série des jeux olympiques », 2008, Livre sonore sur CD, conteur : Serge Bouchard, réalisation : Rachel Verdon, production SRC Première, distribution Select (OCLC 252085794)

## Récompenses
- 1989 : nomination pour la catégorie Meilleur jeu aux prix Gémeaux pour Génies en herbe
- 1997 : nomination pour la catégorie Meilleur jeu aux prix Gémeaux pour Génies en herbe
- 2002-2003 : prix de la création radiophonique SRC pour Une épinette noire nommée Diesel, série de 15 émissions sur la route transcanadienne.